# 帕尼诺 (沃罗涅日州)
帕尼诺（羅馬化：Panino）是俄罗斯沃罗涅日州的市级镇、帕尼诺区行政中心，在州府沃罗涅日东方，附近有铁路车站图利诺沃站。
该地2021年人口有5,822人；2010年人口6,672；2002年人口7,264；1989年人口7,918。